# Râul Brădicești
Râul Brădicești este un curs de apă, afluent al râului Crasna. 